# Csíkcsomortán
Csíkcsomortán (románul: Șoimeni) falu Romániában, Hargita megyében.

## Fekvése
A falu Csíkszeredától 7 km-re északkeletre az Aracs és Remete-patakok találkozásánál fekszik.

## Nevének eredete
Neve a régi magyar Csomor személynévből származik.

## Története
A határában levő Remetevölgy oldalán levő Cserehomlok egy pontját
Várdombnak hívják, ahol kör alakú vár romjai látszanak. Eredete, sorsa ismeretlen, de bronzkori leleteket találtak területén.
1661-ben határában ölték meg a tatárok Somlyói Miklós ferences szerzetest, a csíksomlyói kolostor főnökét. 1694-ben népe Csomortáni István vezetésével megfutamított egy kisebb 
tatár csapatot. 1910-ben 706 lakosa volt, 1992-ben 515 lakosából 507 magyar és 8 román. A trianoni békeszerződésig Csík vármegye Felcsíki járásához tartozott.

## Látnivalók
- Római katolikus temploma 1990-ben épült.
- A templomszenteléskor készült film megtekintése
- A templomépítésről készült dokumentumfilm megtekintése
- A Kárpátok őre egykori kolozsvári szobor másolata

## Itt született
- 1900-ban Orbán István a Szoboszlay Aladár vezette mozgalom tagja.
- 1978-ban Csomortáni Gál László[2][3][4] képzőművész.

## Képgaléria

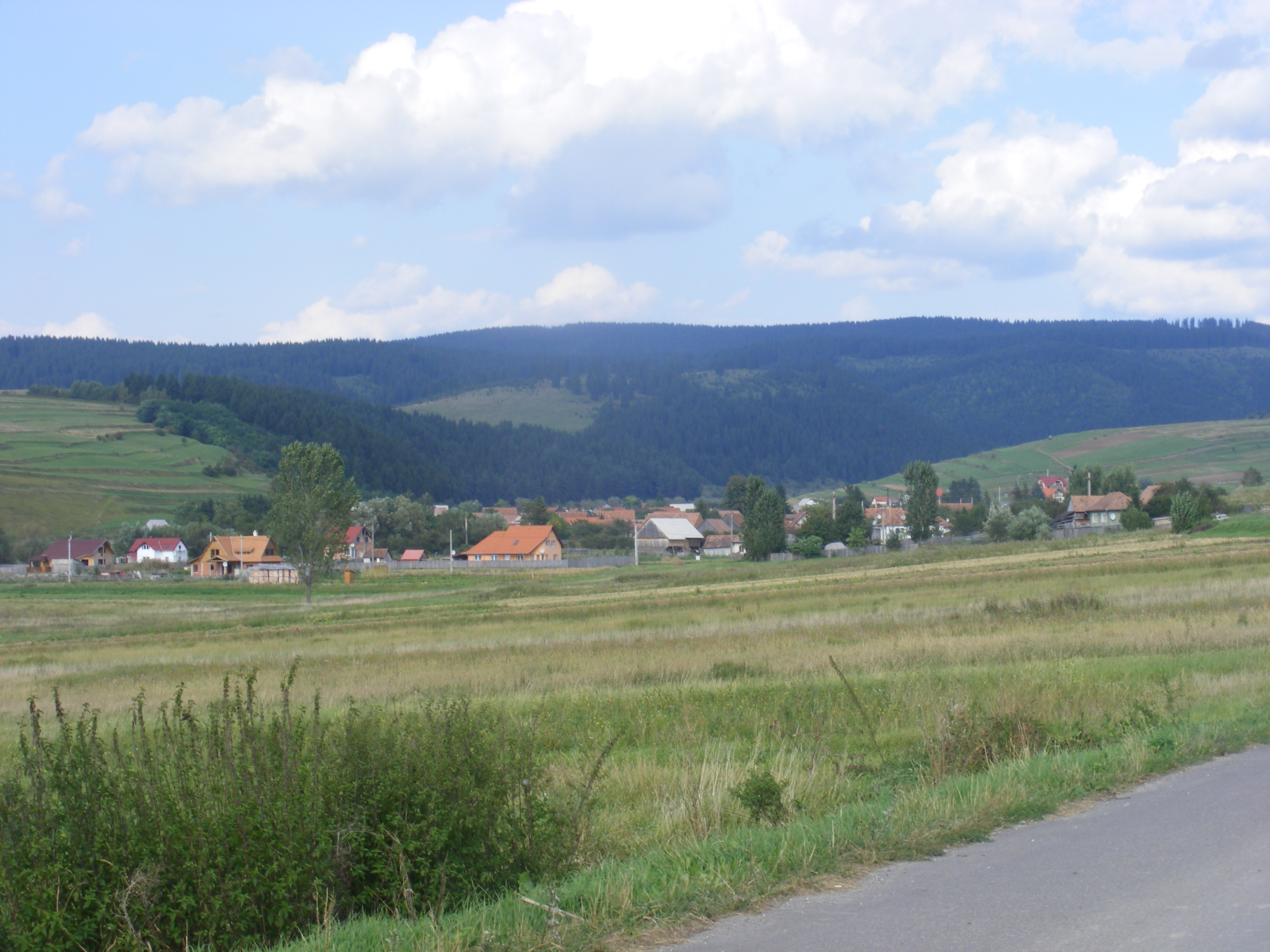
A falu
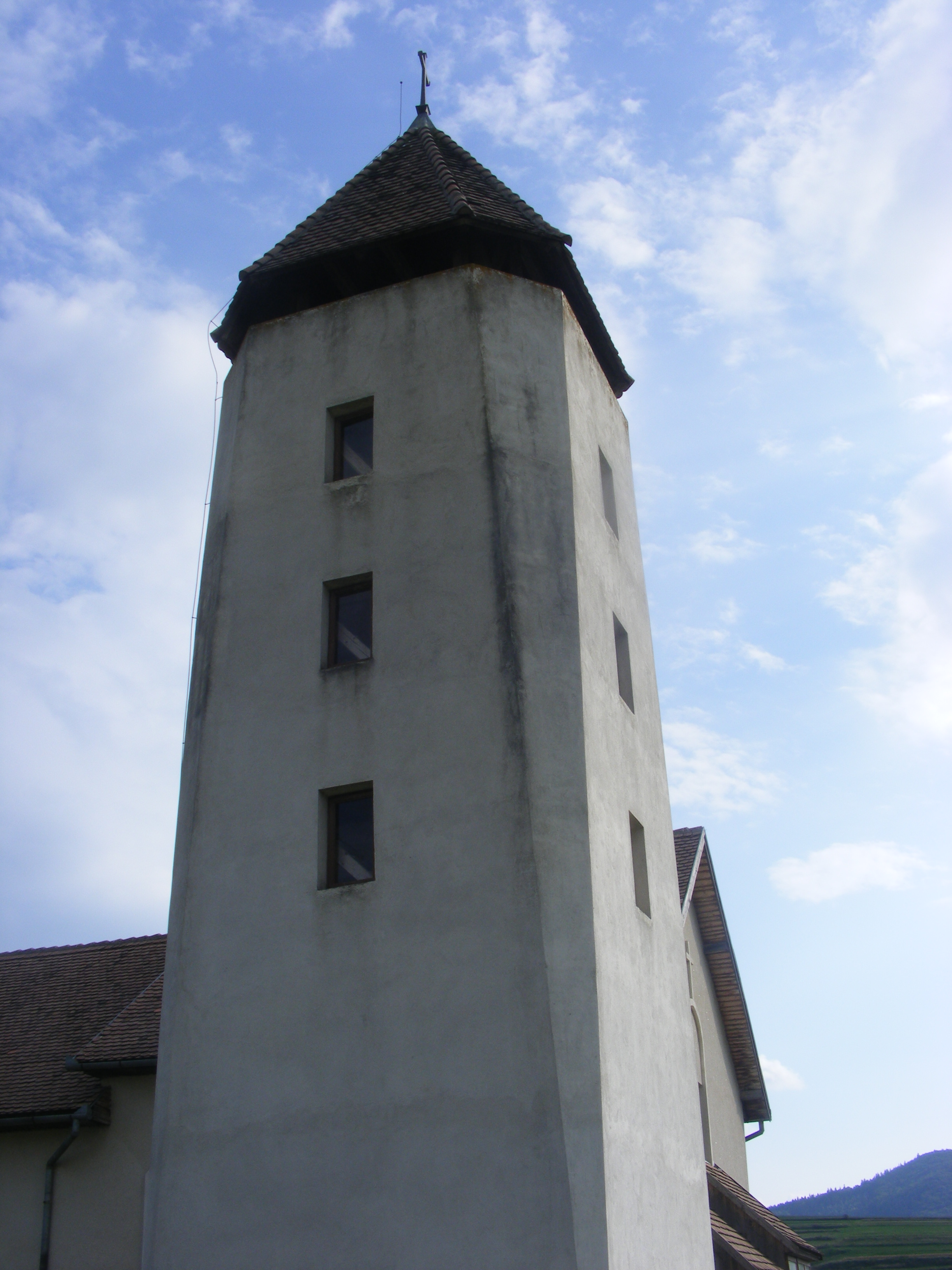
A templom tornya